# 落合るみ
落合 るみ（おちあい るみ、1973年3月6日 - ）は、日本の女優、声優である。愛知県出身。劇団昴所属。

## 略歴
石川県金沢市、兵庫県西宮市、神奈川県横浜市で育つ。
神奈川県立清水ヶ丘高等学校卒業（同じ高校の先輩には同劇団に所属していた日野由利加がいる）。
高校時代の英語の教師が面白く、演劇部の顧問だったこともあり演劇部に所属。色々な芝居を見に行くようになり、横内謙介主宰の善人会議（現:劇団扉座）の芝居を見て「芝居をやるぞ」と思うようになる。
白川澄子の死去後に『サザエさん』の中島弘役を2015年12月13日放送分より引き継いだ。

## 人物
犬を飼っており、名前は「ロメ」。

## 出演
太字はメインキャラクター。

### テレビドラマ
- 火曜サスペンス劇場
  - 小京都ミステリー 第25作
  - 身辺警護 (テレビドラマ)
    - 第2作（柳沢弘美）
    - 第11作（上原紀子）

### 舞台
- 雨（こまつ座）
- 宛名のない手紙
- 怒りの葡萄
- いただきまぁす!
- ウガンダ（ハーフムーンシアター）
- クリスマス・キャロル
- ジュリエットたち
- 召命
- メアリーという名の姉（銀河）
- モダンガール（銀河）

### テレビアニメ
1998年
- 金田一少年の事件簿（山吹薫子、大塚茉莉）
- 名探偵コナン（1998年 - 2004年、小宮山祐子、桜井祐子、堂本里菜、田山恵子、乾聖子）

1999年
- ワイルドアームズ トワイライトヴェノム（1999年 - 2000年、ラミー、タムリ）

2000年
- NieA_7（樋山言実）

2001年
- シャーマンキング（シャローナ）
- Z.O.E Dolores, i（シンディ・フィオレンティーノ）

2002年
- 十二国記（佳花）
- NARUTO -ナルト-（夕日紅）
- ポケットモンスター（メリー〈初代〉）
- 魔王ダンテ（ラミア）

2003年
- 最遊記RELOAD（紅麗）
- ソニックX（ルージュ・ザ・バット）
- DEAR BOYS（秋吉夢津美の母）
- 鋼の錬金術師（マリンのママ）
- 人間交差点（女性保安官）

2004年
- 妄想代理人
- RAGNAROK THE ANIMATION（メロプシュム）

2005年
- 巌窟王（司書プログラム）

2008年
- NARUTO -ナルト- 疾風伝（夕日紅）
- ミチコとハッチン（女〈ドラマ〉）

2015年
- サザエさん（2015年 - 、中島弘〈2代目〉、穴子の妻 他）

2017年
- BORUTO-ボルト- -NARUTO NEXT GENERATIONS-（2017年 - 2019年、猿飛紅）

2018年
- あかねさす少女（土宮陽子）

### OVA
- Z.O.E 2167 IDOLO（2001年、メリッサ）

### 劇場アニメ
- この星の上に（1998年）
- SHORT PEACE「火要鎮」（2013年、仲人夫人）

### ゲーム
2001年
- ソニックアドベンチャー2（ルージュ・ザ・バット）
- ソニックアドベンチャー2 バトル（ルージュ・ザ・バット）

2003年
- ソニックバトル（ルージュ・ザ・バット）
- ソニックヒーローズ（ルージュ・ザ・バット）

2005年
- シャドウ・ザ・ヘッジホッグ（ルージュ・ザ・バット）
- ナルティメットヒーロー3（夕日紅）

2006年
- ソニックライダーズ（ルージュ・ザ・バット）
- ソニック・ザ・ヘッジホッグ（ルージュ・ザ・バット）

2008年
- ソニックライダーズ シューティングスターストーリー（ルージュ・ザ・バット）

2009年
- マリオ&ソニック AT バンクーバーオリンピック（ルージュ・ザ・バット）

2010年
- ソニック カラーズ（ルージュ・ザ・バット）
- ソニック フリーライダーズ（ルージュ・ザ・バット）

2011年
- ソニック ジェネレーションズ 白の時空（ルージュ・ザ・バット）
- マリオ&ソニック AT ロンドンオリンピック（ルージュ・ザ・バット）

2014年
- NARUTO -ナルト- 疾風伝 ナルティメットストームレボリューション（夕日紅）

2016年
- マリオ&ソニック AT リオオリンピック（ルージュ・ザ・バット）

2017年
- ソニック フォース（ルージュ・ザ・バット）

2019年
- チームソニックレーシング（ルージュ・ザ・バット）

2023年
- NARUTO X BORUTO ナルティメットストームコネクションズ（夕日紅）

2024年
- ソニック × シャドウ ジェネレーションズ（ルージュ・ザ・バット）

### ドラマCD
- 人形草紙あやつり左近オリジナル・ドラマ・アルバムII「外伝　怨恋振袖業火地獄」（1999年、雨宮美春）

### 吹き替え
ナタリー・ポートマン
- クローサー（アリス）
- ズーランダー（本人役）
- ブーリン家の姉妹（アン・ブーリン）※VOD版

#### 映画
- アート・オブ・デビル（ブン〈スパクソーン・チャイモンクル〉）
- 悪魔の棲む部屋（ソルダッド〈マリソル・パディーラ・サンチェス〉）
- アサイラム 狂気の密室病棟（アイヴィー〈エレン・ホルマン〉）
- アリゲーター/愛と復讐のワニ人間（タパオケウ〈プラリファ・シリウィドカ）
- アンダー・ザ・スキン（ヴロン〈クリスティン・トレマルコ〉）
- ヴィーナス・キラー（ローラ）
- エルム街の悪夢（ティナ・グレイ〈アマンダ・ワイス〉）※ソフト版
- 案山子男2/復讐の雄叫び（メアリー・アンダーソン〈ニコール・キングストン〉）
- ガーデン
- 奇跡の絆（デビー・ホール〈レネー・ゼルウィガー〉）
- キャッチ・ミー・イフ・ユー・キャン（ブレンダ・ストロング〈エイミー・アダムス〉）
- キラー・モンキーズ（キャロル）
- 疑惑の幻影（ジャナ）
- クロウ3（ピサロ）
- 恋にあこがれて in N.Y.（リサ〈チャイナ・チャウ〉）
- 恋のトリセツ 別れ編
- コン・エアー（トリシア・ポー〈モニカ・ポッター〉）※ソフト版
- 最凶女装計画（ヘザー・ヴァンダーゲルト〈ジェイミー・キング〉）
- サイドウォーク・オブ・ニューヨーク（アシュレー〈ブリタニー・マーフィ〉）
- ザ・ウォッチャー（ジェシカ）※DVD・ビデオ版
- ザ・マスター（ペギー・ドッド〈エイミー・アダムス〉）
- サンクチュアリ（ジンクス）
- 幸せのポートレート（エイミー・ストーン〈レイチェル・マクアダムス〉）
- 幸せのレシピ
- 縞模様のパジャマの少年（マリア〈カーラ・ホーガン〉）
- 深海からの物体x（ドロシー）
- スクリーム2
- 宋家の三姉妹（宋美齢〈ヴィヴィアン・ウー〉）
- タイムクラッシュ・超時空カタストロフ（エリザベス・ウィンターン〈キャサリン・ベル〉）※ビデオ版
- ツイスター2010（ヘレン）
- テキサス・チェーンソー（ペッパー〈エリカ・リーセン〉）
- 点子ちゃんとアントン（ロランス〈シルヴィー・テステュー〉）
- デンジャラス・バディ（タチアナ〈ケイトリン・オルソン〉）
- 逃亡者2001（フィオナ）
- トライアングル 殺人ループ地獄（サリー〈レイチェル・カーパニ〉）
- トラブル・マリッジ カレと私とデュプリーの場合（モリー・パターソン〈ケイト・ハドソン〉）
- ハッカビーズ（ドーン・キャンベル〈ナオミ・ワッツ〉）
- ハッピィブルー
- バニシング・ポイント（サラ）
- パニック・フライト（シンシア〈ジェイマ・メイズ〉）
- 遙かなる帰郷（イリーナ〈タチアナ・メスシェルキナ〉）
- バンジージャンプする（オ・ヘジュ〈ホン・スヒョン〉）
- ファイヤーウォール（カイリー）
- ファイナル・デスティネーション（テリー・チャニー〈アマンダ・デトマー〉）※DVD版
- ファントムフォース（ポッツ〈タンジ・ミラー）
- FACE（ソニョン〈ソン・ユナ〉）
- フェイス/オフ（ジェイミー・アーチャー〈ドミニク・スウェイン〉）※テレビ朝日新録版
- フロム・ヘル（アダ）※ソフト版
- ベスト・キッド3/最後の挑戦（ジェシカ・アンドリュース〈ロビン・ライヴリー〉）※DVD・BD版
- ぼくの国、パパの国
- ホット・チック（エデン〈サム・ダミット〉）
- マキシマム・スピード（アンドレア）
- マスク・オブ・ゾロ ※ソフト版
- マン・オン・ザ・ムーン（〈キャロル・ケイン〉）
- ミッドナイト・イン・パリ（イネス〈レイチェル・マクアダムス〉）
- メガ・ピラニア（サラ・モンロー〈ティファニー〉）
- ラッキー・ガール（マギー〈サミーア・アームストロング〉）
- 乱気流/ファイナル・ミッション
- 霊-リョン-（シン・ミギョン）
- ルームメイト2（テス・スコティッシュ〈アリソン・ラング〉）
- ルール2（ヴァネッサ〈エヴァ・メンデス〉）
- レッド・クラン（デイナ）
- ロスト・ソウルズ（クレア〈サラ・ウィンター〉）
- ロミオ・マスト・ダイ（トリシュ・オデイ〈アリーヤ〉）※テレビ版
- 私たちの幸せな時間（ムン・ユジョン〈イ・ナヨン〉）
- ワンダーウーマン 1984（バーバラ・ミネルヴァ / チーター〈クリステン・ウィグ〉[16]）

#### ドラマ
- ER緊急救命室
  - シーズン9（ヘレン〈ヘザー・デローチ〉）
  - シーズン12 #8（セレナ〈ケリー・ガリンド〉）
  - シーズン13 #16（エミリー・ウィルソン〈トーニャ・コルネリーセ〉）
  - シーズン14 #13（セリア・ロビンス〈ブレナン・ヘッサー〉）
- ギルモア・ガールズ
- グッド・ワイフ（キャロル）
- クリミナル・マインド5 FBI行動分析課（ジーナ）
- クリミナル・マインド 特命捜査班レッドセル（ジーナ・ラサール）
- コウラン伝 始皇帝の母（岫玉〈リー・チュンアイ〉[17]）
- ザット'70sショー（ローリー・フォアマン）
- ザ・ホスピタル（アニー）
- スピン・シティ（アシュリー・シェーファー）
- 大旗英雄伝（温黛黛〈レイン・リー〉）
- 夏の香り（パク・チョンア〈ハン・ジヘ〉）
- 真実（イ・シニ〈パク・ソニョン〉）
- ハーパーズ・アイランド 惨劇の島（クロエ・カーター〈キャメロン・リチャードソン〉）
- HEROES/ヒーローズ（チャーリー・アンドリュース〈ジェイマ・メイズ〉）
- フルハウス（カン・ヘウォン〈ハン・ウンジョン〉）
- マット・ルブランの元気か〜い?ハリウッド!（ダイアン）

#### アニメ
- シルベスター&トゥイーティー ミステリー